# Handwaffe
Handwaffe ist eine Bezeichnung zur Klassifizierung von Waffen.

## Beschreibung
Eine Handwaffe ist eine von einer Person bedienbare und transportierbare Waffe. Handwaffen umfassen Blankwaffen und Feuerwaffen. Im Zusammenhang mit dem Wort Feuerwaffe existiert auch die Wortzusammensetzung Handfeuerwaffe für Kurzwaffen und Langwaffen.
Die inhaltliche Bestimmung des Begriffes ist gelegentlich umstritten. Die umgangssprachliche Verwendung und Unschärfen in der Begriffsverwendung durch waffentechnisch fachfremde Disziplinen ergibt ein uneinheitliches Bild. Gelegentlich wird von der blanken Faust als der ersten Handwaffe geschrieben. Da es sich dabei nicht um einen Gegenstand im Sinne der Definitionen zu Waffen handelt, zählt sie nach waffentechnischer Einteilung nicht dazu. Umgekehrt lassen sich sehr viele Dinge im Rahmen der Definition als Waffe verwenden. 